# 舞姫 テレプシコーラ
『舞姫 テレプシコーラ』（テレプシコーラ）は、山岸凉子による日本の漫画。
雑誌『ダ・ヴィンチ』（メディアファクトリー）にて、2000年11月号から2006年11月号まで第1部が連載された。2007年、第11回手塚治虫文化賞マンガ大賞を受賞した。その後、準備期間と『ヴィリ』の短期連載を経て、2007年12月号から2010年10月号まで同誌で第2部が連載された。単行本はMFコミックス（メディアファクトリー）から、第1部が全10巻、第2部が全5巻で刊行されている。
なおテレプシコーラとは、ギリシア神話のムーサイの1人で、合唱と舞踏を司る女神のこと。

## あらすじ
バレエという夢舞台の裏側の、少年少女達の厳しすぎる現実をえぐり出した物語である。六花は第1部完の時点で13歳の私立S中学2年生、第2部開始の時点で16歳になったばかりのS高校1年生という設定。
第1部
埼玉県に暮らす小学校5年生の篠原六花（ゆき）は、自宅でバレエ教室を営む母のもと、ひとつ上の姉・千花（ちか）とともにバレエを習う少女である。おっとりした性格の六花は、優秀で明確な意思を持ってプロバレリーナを目指す姉の千花と比べられながらも、ただ踊るのが好きでのんびりとバレエをやっていた。
夏休み明けの新学期。奇妙な転校生の須藤空美（くみ）が現れる。醜い外見からは想像もつかないが、彼女のアン・ドゥオールの足や180度に開く脚を見た六花には、彼女はバレエをやっているとしか思えなかった。その頃六花はバレエダンサーとしては致命的ともいえる自分の身体的欠陥を知らされる。一時はバレエを止める決意までしたが、千花や、やはりバレエをやっていた空美の踊る姿に刺激を受け、また講師の金子の優しい励ましもあり、再び踊りたいという気持ちを取り戻す。
千花とともにバレエコンクールに出場した六花は、空美もまた「須藤空」という名でそのコンクールに出場しているのを見つけて驚く。伯母・美智子の指導を受けている空美は、美智子に言われるがまま男子として出場したのだ。六花、千花、空美はそろって決戦に進み、千花が実質1位を獲得する。空美も千花と並んで優勝候補と噂されていたが、正体を知られて決戦の会場から逃げ出してしまったうえ、家族も夜逃げ同然に姿を消していた。
予選通過の実績が認められた六花は、千花も通っている東京の貝塚バレエ本部のエリートクラスに加わる。そのプロを目指す少年少女達の中から、千花はバレエ団本公演『くるみ割り人形』のクララ役に選ばれ華々しいデビューを飾る。しかし舞台上のアクシデントで重傷を負った千花は、手術を受け長いリハビリ生活に入ることになった。
中学に進んだ六花は学校のダンス部の活動などにも触発され、実家のバレエ教室の発表会では自作の演目を披露。その裏には、彼女のコリオグラファー（振付家）としての天分を見抜いた貝塚バレエの指導者・富樫の密かな後押しもあった。さらに富樫は、彼女の感受性の強さは今後の欠点にもなりかねないが、それ以上にたくさんの演目を踊らせたいと、六花を本公演のクララ役に抜擢する。重圧に翻弄されながらも、富樫や金子の支えで六花はクララを見事に踊り切った。
一方、レッスン再開後にまたも同じところを傷めて再手術を受けていた千花は、回復が思うようでなく、靭帯生体移植手術を受けることになる。最後の望みを託した手術だったが完治せず、さらに半年から1年後に再手術を受けるしか手立てはなくなってしまった。これまでと併せて数年の長いブランクはトッププロを目指すうえで深刻で、しかも千花は家族にも決して言おうとしなかったが、学校やネットの掲示板でいじめや嫌がらせを受けていた。精神的に追いつめられた千花はついに命を絶つことを選択してしまう。千花を失い悲嘆する家族は、残された日記などから千花の踊れない苦しみやいじめの事実を知りいっそう悲しみを深くする。
それでも家族が少しずつ日常を取り戻していくなか、六花は貝塚バレエの発表会で自作の「トゥオネラの白鳥」を踊る。夢で見たトゥオネラの川で踊る千花の姿を投影したその作品で、六花を見守っていた指導者達は一人のコレオグラファーの誕生を確信した。
第2部
高校1年生の六花は、ユース・アメリカ・グランプリ（YAGP）日本予選で部門3位になり、海外留学の道も見えてきていた。だが六花は、同時にビデオ審査を通過したローザンヌ・コンクール出場を選択する。ロイヤル・バレエ学校を目指していたこともあるが、ローザンヌは千花の夢でもあったからだ。
貝塚バレエの菅野に付き添われ、同じく出場する茜らとともにローザンヌへと旅立った六花は、海外旅行特有のトラブル、コンクールならではのプレッシャーやアクシデントに見舞われながら、まずは授業形式のレッスン審査を受ける。大会会場独特の傾斜したステージや突然の即興演技などに出場者が必死に食いついていくなか、ひときわ目立っていたのは中国系アメリカ人のローラだった。ずば抜けた身体能力と超絶技巧を持つ彼女に誰もが驚くが、六花はその彼女の踊りになぜか空美の姿が重なって見えていた。しかも英語しか話せないはずのローラが、審査の最中に咄嗟に発した六花の日本語に対応してみせる。ローラはあくまでそっけなかったが、茜の風邪をもらってしまい体調を崩していた六花を庇うかのような行動だった。
やがてステージでの準決戦が始まったが、六花は体調の悪さがピークになっていた。家の事情でもう再挑戦することができない六花は、千花を思いどうにかクラシック部門の舞台に立ったものの、大きなミスをしてしまう。菅野からのこれ以上無理はさせられないという言葉もあり、得意のコンテンポラリー部門は棄権せざるをえなかった。六花以外にも、コンテンポラリー重視となっていた大会で茜を含めて日本人のほとんどが落選してしまうが、途中棄権した六花は留学のオファーさえもらえず落胆する。
翌日の本選では話題の中心はやはりローラだった。だがローラの卓越した踊り以上に六花を驚かせたのは、彼女の個性的な衣装が、かつて同じ演目を踊った千花のために自分がデザインしたものと酷似していることだった。
そんな六花に表彰式ではさらなる驚きが待っていた。途中棄権した六花だったが、レッスン審査の即興の課題で踊ったすべてが高く評価され「振付奨励賞」を受賞したのだ。しかもコンテンポラリーに力を入れているドイツのバレエ学校から奨学金付きの留学のオファーも獲得することができた。
また、やはりローラが日本語を話せることがわかり、六花は空美だと確信する。やがてドイツに渡った六花は同じ学校にローラも留学してきたことにも驚かされる。

## 登場人物

### 篠原家
篠原 六花
主人公。雪降る1月生まれ（第2部で1月17日生まれと判明）。甘ちゃんでメンタル面が弱いところもあるが、姉や友達思いの優しい性格で感受性の強い少女。姉の千花とは背格好も含め傍目にはよく似た美少女姉妹だが、千花はいかにも意志の強そうな美人系、六花はどちらかと言えば可愛らしいタイプ。本来は千花と同じくF中を受験する予定だったが、直前にひとみにインフルエンザをうつされて失敗。滑り止めだったS中に補欠入学する。S中ではダンス部で振り付けをしたが、直後クララ役に抜擢されたこともあってか入部はせず、いわゆる帰宅部。学校が終わると本部か自宅のレッスンに直行するか、語学塾通いの日々（千花もそうだった）。
生まれつき股関節（特に右脚）のソケットが深いため180度の開脚は難しいと診断され、バレエを止めようとした時期もある。そのときに千恵子にあまり引き止められなかったことで「母に捨てられた」と感じてしまった。結局、千花や空美の姿を見てバレエを再開したもののコンプレックスはその後も根深く、千花や茜などの「巧い人」と自らを比較してはプレッシャーを感じたり、過度に卑屈になったりしやすい。そのために踊りたくても踊れない千花に怒鳴られたほど。高度なテクニックはないが、人目を引く存在感があり、想像力豊かで役に入り込みやすく演技も上手い。一見弱く見える精神面も、自分の弱みをさらけ出せる、素の自分で生きていることから、根のところでは非常に強い。六花のバレエの常識にとらわれない発想力と振付けのセンスに、富樫は日本にはまだ少ないコリオグラファー（振付家）の才能の片鱗ありと惚れ込み、何かと目をかけられるようになる。貝塚バレエ団の公演くるみ割り人形のクララ役に抜擢され、苦しみながらも本番の舞台で見事に踊りきったのを契機に格段の進歩を見せる。貝塚バレエ団の首脳陣も六花の才能を認めるようになり、ルードラ・バレエ学校の教師ボジョリーから留学の打診もあったが、母・千恵子は篠原家の経済的状況と今の実力・性格では時期尚早だと断念。
上を目指すには無欲すぎる彼女の意識を根本から変えた代償は、最愛の姉・千花の死であった。この悲しい事件は大きな変化を六花にもたらし、身の回りの世話や家事手伝いを進んで行ったり、千花の死をからかう茜に毅然と言い返したりするという人間的成長だけでなく、自分の踊りたい作品をなんとしても作ろうとしたりする、というダンサーとしての成長をも遂げる。
第2部では高校1年生、身長も160cmまで伸びスラリとした体躯の大人っぽく美しい少女に成長。千花の死の悲しみを乗り越えた強さと、千花が得意としたスワニルダ（コッペリア）を未だ踊る気持ちになれないなどの心の傷を抱えながらも、ローザンヌに初挑戦、映像審査を通過。ユース・アメリカ・グランプリ（YAGP）日本予選でもシニア3位の快挙など、急成長中。メンタル面の弱さを克服しようとする努力は難航している様子だが、YAGPで得たアメリカ・ボストン留学許可を蹴ってあえてローザンヌに挑戦するときっぱり主張したり、一人で行動する機会も増え、彼女なりのペースで自立しつつある。ローザンヌ本選では茜に風邪を伝染されて徐々に体調を崩し、準決戦で途中棄権せざるをえなくなるが、レッスン中にコンテンポラリーと振付の分野で天才的な才能を発揮したことが評価され、「振付奨励賞」を受賞。授賞式後、ボジョリーから再びオファーを受けるも、自分の意志でN氏のいる学校（ドイツ・ハンブルクバレエ学校と推定される）への留学を選択した。
篠原 千花
六花の年子（六花とはほとんど2歳違いだが、六花が早生まれなので1学年違い）の姉。千の花咲く4月生まれ。美人で頭も良く、負けず嫌いで完璧主義者であり、六花と対照的に滅多に人前では弱みを見せない。その強さには母親である千恵子も感心する程である。東京にある私立F中では入学以来継続して優秀な成績を修めている。部活動を強制するF中では「バレエの練習時間をなるべく減らさないように」とボランティアクラブに所属。妹の六花にも、学業・バレエの両面において厳しいが的確なアドバイスを与え、慕われる良き姉。
プロになるという明確な意思を持ってレッスンに取り組み、足を怪我した時さえ「無様でも笑われてもいいから踊りたい」とまでバレエに情熱を注いでいた。六花とは違って二重関節。中学1年時の埼玉バレエコンクールで、1位無しの2位の1になるほどの有望株であり、周囲からも将来を嘱望されていた。六花の前年のクララ役だったが、演技はあまり得意ではないため、六花の指示通りに演技していた（千花、六花、金子以外はこれを知らないので、演技力も高く評価された）。公演本番中に舞台上のアクシデントから左膝内側靭帯断裂の大怪我をする。その後韓国での移植手術など数度の手術を繰り返し、辛抱強くリハビリに努めていた。しかし度重なる医療ミスでブランクが長引き、プロバレリーナを目指す女子には最も大切な第二次性徴期（性徴・成長に伴って体型とバランスの取り方が日々変わるため）にレッスンが出来なかった。その間、六花に対する母の態度から六花の留学話に気付き、「最も身近なライバル」に改めてショックを受ける。さらに初潮を見て以来15歳になっても155cmに満たないまま伸び悩んでいた身長も、気付けば六花に追い越されており焦りをつのらせる。挙句の果てに「サイクロプスシンドローム」と診断され、完全復帰まで4年以上のブランクができることになった。しかし、周囲の過剰な期待から更なる望まぬ手術を強要される。「小柄な自分はプリマにならない限りプロとして規格外」「欠陥を持つ六花に対して、自分は踊れて当たり前」と苦悩するが、弱みを見せられない性格から独りで抱え込み、心身ともにボロボロになっていく。医療ミスによってバレエ生命を絶たれたも同然な事実関係に起因するのか、一時は医者を志すも家族からの理解は得られず、「どうしてもバレリーナにならなくては駄目か」と六花に問いかける。長期にわたって学校でいじめられていた高森（後述）にネットで親不孝呼ばわりされたことが決定的な打撃となる。祖母の危篤をきっかけにバレエへの情熱を取り戻したかに見えたが、ついには「踊れない自分に何の価値もない」とまで思い詰め、ビルから投身自殺してしまった。
第2部では故人となるが、六花のローザンヌに挑戦する動機の１つとなったり、その心中で弱気を叱咤激励するなど、内面化されていることが読み取れる。
篠原 千恵子
千花と六花の母親。若い頃は貝塚バレエ団の団員だった。企業を経営する実家の後援と理解ある夫の協力のもと、団の支部であるバレエ教室を経営している。バレエ人口の急増で自らの教室だけでなくカルチャースクールの講師も務め、更に娘達の指導と極めて多忙。しかし実家の倒産・千花の度重なる手術の費用の工面などで、現在は家計的な困難を抱え、せっかくの六花の留学話も断念せざるを得ないような状況。自身のレッスン場では娘達に「お母さん」ではなく「先生」と呼ぶように躾けたり、「舞台上では何があっても踊りきるように」と、バレエに関しては妥協を許さない厳しい教師であるが、同時に実家の後援云々ではなく本人の純粋な実力で出世してほしいとも思っている。その為か、勉学面に対しても熱心で、バレエに集中できる環境と将来の海外留学の事も考え、娘達を中高一貫の私立に進学させ、語学塾にも通わせている。
千恵子の身長は161cm、同世代の日本人女性ダンサーとしてはやや大柄で、現役時代は相手役に困ったという。現在では普通の身長だが、161cmあれば一応バレリーナとして十分な身長と言えるので、千花と六花も遺伝的に母と同じ背丈まではいけると推測されていた。が、千花は何故か155cmに満たないまま身長の伸びが止まってしまい、彼女を追い詰める一因となってしまう。六花の方は第2部冒頭で母とほぼ同じ背丈になっている。
バレエに対する厳格な姿勢を受け継いだ長女の千花に、「バレエを踊らない千花なんて夢にも思えない」ほどに過剰なまでの期待をかけていた。その為、千花が死んだとき「自分が千花を追い詰めた」と強く自分を責め、レッスン場に出られなくなる程落ち込んでしまった。一方、六花には「（気弱で股関節の問題もある）あの子に苦労はさせたくない」という建前で多くは望んでおらず、六花がバレエを止めたいと言った時も比較的あっさりと認めてしまったが、今は感じのいい踊りを見せるようになった六花を見直している。六花に思いのほか早く留学話が来たことで、鍛え直さなければと思った矢先、千花の死でそれどころではなくなったが、自分が倒れた時の六花の成長から、精神的にも少しずつ強くなったと感じている。
第2部では、六花が右股関節の事があるから無理という予想を覆してローザンヌのビデオ審査を通過したことに驚きつつも、六花がローザンヌで何かを得られるよう祈っている。
篠原 利夫
千花と六花の父親。県庁に勤める公務員。愛妻家で、娘達を「お姫様達」と呼ぶほど溺愛する優しい父親。千花へのいじめを知ったときには憤慨して立ち向かおうとした。家事も得意。家庭優先で仕事はいつも定時あがり、なので出世コースからは外れているらしい。母親は茶道の師匠。次女の六花は、どちらかというと利夫似のようだ。千恵子がレッスン等で家事を十分にこなせないのを何かとサポートしており、利夫の理解があってこそバレエ教室を経営していけるということも千恵子は理解している。基本的に娘達のバレエに関しては口出しはせず、千恵子の自由にさせているが、六花の股関節の検査の為に病院へ連れて行った事に関しては酷な事ではないかと千恵子に言った事もある。身長171cmと40代の日本人男性としては決して小柄ではないが、伸び悩みを気にする千花にとっては悩みの種になっている。
篠原の祖母
利夫の母親で千花と六花の父方祖母。茶道の師匠でかなり高い位置にいた。かつて孫娘達に（当人たちいわく「超ハデ」な）高価な振袖の着物を見立て、茶道を教えるのも楽しみにしていた。しかし「バレエの為に娘達には絶対正座はさせない」という嫁の千恵子ともめ、結局千恵子が言い分を通した経緯もあり、嫁姑問題は起こしたくないと同居はせず、ある程度距離を置いていた。脳梗塞で何度か倒れた後、千花の初七日の日に他界。
青山の祖父母
千花と六花の母方祖父母。六花に言わせれば「平等な一族」（六花と千花のお年玉の額が毎年同じであることから）。祖父は千恵子の実父だが実母は既に他界、再婚した後妻は祖父より15歳も若く優しげな女性で、義理の孫達の事も可愛がってくれてはいるが、千恵子との折り合いは良いとは言えない。以前は会社を経営していて千恵子のバレエ教室を経済的に支援していたが、会社の倒産で篠原家も経済的に厳しい状況になる。

### 貝塚バレエ団関係者
金子
千恵子のバレエ教室に本部から派遣されてきた講師。まだ若く長身の女性で、現役の団員だが教える方が好きらしい。鳥山に叱られたり、昔を一緒に回想する場面が見られる事から、かつて鳥山の生徒だったようだ。六花の音感の良さやイメージ力の豊かさに早くから気付いていた。自らもメンタルの弱さからダンサーとして大成できなかったこともあり、何かと六花に肩入れしてしまう。「選ばれた人が踊るのがバレエ」という考えのもと娘達に対しても厳しい千恵子とは対照的に、「一部の才能ある人間だけがバレエを踊っているわけではない」と考えて誰にでも優しく指導するため、子供や大人の初心者クラスでは評判が良いが、本格的なダンサーを目指す生徒の指導には力不足だと自覚している。篠原家に関わる機会が多く、いつしか家族同然の存在に。貝塚の団員の男性ダンサー（くるみ割り人形のハレーキン役）と交際中。
第2部では、かねてより交際していたハレーキン役の男性と結婚、長女を出産する。夫の名前は不明。
貝塚（かいづか）
貝塚バレエ団団長。優しい初老の女性。優秀なバレエダンサーの育成に使命感を持って取り組んでいる。将来のスター候補と誰もが認める水樹・茜・大地らだけでなく、六花の才能も高く買っている。国からの援助があるわけではない日本でバレエ団を運営していくのには相当な苦労もあるようだ。須藤美智子の存在をかろうじて知る世代の人だが、断片的な事しか知らず、実際に踊りを見たのも一度だけだが、その一度が忘れられなかったという。
五嶋 寛子
本部の講師。金子と同期の、矜持の高い美人でかなりのテクニシャン。以前は日本国外のバレエ団に所属していたが、良い条件で契約できなかったため貝塚に戻り、最新のバレエ教授法を導入する。同時通訳が出来るほど語学にも長け、団に派遣されて日本国外の教室で教える事もしばしばある。生徒には厳しく、技術面の指導は優秀。だが生徒の精神面に関しては問題指導者で、貝塚に何かと気にかけられている篠原姉妹を快く思わない（特に六花に対しては「甘ったれは嫌い」と貶す）一方で茜を贔屓し、ひとみの摂食障害のきっかけを作っておきながらケアを面倒臭がったり、何かトラブルが起きても自己保身優先。（お気に入りの）教え子がコンクールで優秀な成績を収めること＝指導者としての自分への評価、と考えている節もある。しかし技術面での指導は群を抜いて秀でているのは事実であり、歯に衣着せぬ物言いで、他の指導者が生徒に言いにくい事もズケズケ言ってくれる有難い存在でもある。
第2部では、結婚して登場（相手は不明）。茜のローザンヌ初挑戦が失敗に終り、結婚生活にかまけていて指導が疎かになったせいだとまで陰口を叩かれるが、二度目の挑戦に際し、全面的なサポートをし審査を通過させた。ローザンヌへ付き添う予定だったが、妊娠が発覚し急遽変更された。ただし、レッスンは続けている。
富樫
コンクールの審査員も務める偉い先生らしい。長身の壮年男性で、ダンサーとしては第一線を退いたようだが、今もくるみ割り人形のドロッセルマイヤー役などを演じる。六花をコンクールで見出して以来気にかけており、彼女の振り付けの才能を見抜いてからは尚更彼女を目にかけている。また、くるみ割り人形でのクララ役に六花に推したのは彼である。その期待は、六花が姉を亡くしたショックで踊れなくなった時期にも失われなかった。また、妻・礼子もバレリーナで、教室を開いている。第2部では、六花のローザンヌ映像審査のコンテンポラリー作品は六花自作の小作品で応募するよう薦めるという大英断をする。
鳥山 征一
本部の講師で振付けも手がける。日本国外のコンクールで賞を獲った草分け。日本国外時代、低い身長の為実力はあってもいい役を踊れなかったのが積年のコンプレックス。主にボーイズクラスを指導し、熱いレッスンを行っているが、これから世界に羽ばたかせるべき生徒たちに自分と同じ思いはさせまいと、彼らの身体的成長を阻害しないよう常に配慮している。いつもバンダナをしている為、現在の髪型は不明。六花の技術面やメンタル面の脆さを不安視しつつも、その天性の存在感は早くから認めており、「六花も拓人ももっと強気になれ」と叱咤する。
佐藤 詩織
貝塚の元プリマ。群馬県に支部を構えるバレエ教師で、くるみ割り人形では2年続けてクララの母を演じる。結婚したため本名は池永だが、旧姓のままで活動している。そのため大地の母親と間違われやすいが、本当は拓人の母親。優秀な教え子の大地に多大な期待をかける。一方、息子の拓人には本人の気まぐれな性格を考えあまり多くを期待していなかったが、拓人が本気でバレエに打ち込むようになったのが内心嬉しくてたまらない様子（拓人にはそれが最大のプレッシャーだが）。
よし子先生
貝塚本部のバレエピアニスト。埼玉支部（＝篠原家）にも時折顔を出していたこともあり、本部における六花の精神的支えになった。よく六花の相談に乗っている。何故かバレエダンサーの身体的問題の最新事情にも詳しく、ひとみのダイエットに関して五嶋に助言をしたりしている。
渡辺先生
ロシア留学経験もある貝塚団員のベテラン男性ダンサー。それほど上背はないが技術は確かで、「くるみ割り人形の王子」役で千花・六花とも組む。
菅野
第2部より登場。六花・茜の付き添いでローザンヌへ行く先生。いつもは五嶋の付き添いで個人手配で渡航するが、五嶋の妊娠が発覚し急遽代理に。フランス語に自信がないためコンクール専門ツアーでの渡航になったが、千恵子の心配をいち早く察知し、何かと気が回り、頼りになる先生。

### 貝塚バレエ団生徒
ひとみ
本部の生徒で千花と同い年。千花と並ぶ実力者だが、コンクール本番で舞台上のアクシデントにより転倒、予選落ちしてしまう。バレリーナ向きとは言えない、骨格がしっかりした体型の上、急激な大人の女性の身体つき（利夫いわく「女性としては長所」）への変化の為に、自分が踊りたい作品が出来なかったり、痩せられなければバレエをやってはいけないという強迫観念に苦しむ。五嶋の一言がきっかけでダイエットを試みたのが引き金で摂食障害に陥り、くるみ割り人形の公演本番直前に倒れる。以降、免疫力の低下で体調を崩しやすくなり、インフルエンザを六花にうつしてしまった事も。その後、ダイエットをしばらく止め、五嶋の薦めで体質改善に努めるも、再び摂食障害に陥り、今度は食べ物を完全に受け付けない体になってしまう。一時は自殺願望を抱くほど苦しみ、何ヶ月もレッスンにすら出られなかった。なまじ技術には自信があるだけに、クララ役を六花に取られた時には意地悪もしたが、自分のした嫌がらせの幼稚さに自己嫌悪する場面もある。
第2部での六花の回想によると、摂食障害を抱えたままプロになるのは無理だと悟ってバレエをきっぱり止めてしまうが、目標を持って超難関大学受験を目指すと決めた途端に摂食障害は治まった、とのこと。
桜子
本部の生徒。ひとみと同い年で友人。性格・踊りともに堅実で真面目で実力もあるが、容姿は地味で、コンクール・発表会ともに地味な役だったりソロを貰えずにいる。同学年に千花・ひとみ・茜と目立つ存在が多かったこともあり、同い年の生徒の中では不遇だった。さらに少なくとも技術では劣らないと思っていた六花が、前年の公演では正規キャストでもなかったのにクララ役に抜擢された時は「母親のコネで役をもらった」と思い込み、六花に冷たく当たりもしたが、後に和解。「プロになれないのに学歴もないなんて悲惨だから」と高校受験を機にバレエをやめている。
野々村 茜（ののむら あかね）
本部の生徒。千花と同い年。熊本から越してきて群馬支部である詩織の教室に入り、本部のレッスンにも通うようになる。中学2年時の埼玉バレエコンクールジュニア部3位の3。同じく詩織の生徒である大地と仲がよく、六花に嫉妬される一幕も。水樹が留学中で不在の今、おそらく本部女子生徒で1番の長身。体型・テクニック共に問題は無く意地も強いが、その裏返しで自信過剰でイヤミな性格であり、ひとみに対して「太ってる」と平気で口にしたり、六花の前で千花を「亡き人」呼ばわりしたりする。六花とダブルキャストのクララだったが、技術面で劣る六花を完全に馬鹿にして彼女の演技力や想像力は認めようとせず、本番直前の六花に嫌がらせをしてパニックを起こしたのを見て面白がる。一方で六花の反撃やそれに同調した周囲からの無言の抗議にうろたえたり、ボーイフレンド扱いしていた大地が千花の遺影の前で泣き崩れるのを見てショックを受けたりと、年相応の幼さは残っている。自分の技術に自惚れ実力を誇示したい年頃でもあり、公演全体の調和を顧みず勝手に大技をかましたりもする。典型的なテクニック至上主義ダンサーで、「バレリーナは踊れれば良い」とまで断言するが、貝塚によれば「間違いなく貝塚の未来のスター」なので技術は本物のようだ。
第2部では、高校2年生になって登場。自信をもって臨んだ前年に初挑戦したローザンヌ国際バレエコンクールはビデオ審査での落選に終わっており、今回は五嶋の全面的なサポートによりビデオ審査を通過、満を持しての本選挑戦となる。出発当日風邪を引いて現れ、他の参加者らから冷たい視線を浴びせられるが、本人は「風邪なんかに負けない」と意地の強さは健在。だが準決選ではクラシックで卓越した技術を見せたにも関わらず、このコンクールのため初めて踊ったコンテンポラリーで彼女の個性と正反対の作品を選んだのが裏目に出たのか、実力が全く認められず決選に残れなかった。幸運にも第一志望のロイヤル・バレエ学校の次点となり、1位の人物の辞退により奨学金付き留学権が回ってくる。
佐藤 大地（さとう だいち）
本部の生徒。男子No.1の有望株である上にハンサムで優しく、六花も憧れているが、本人は千花に想いを寄せていた。茜と同じく詩織の生徒で、本部には新幹線で通っている。本部の『くるみ割り人形』公演では２年続けてフランツを演じ、千花との共演時には背が伸びない事を悩んでいたが、その後成長。詩織と姓が同じ、かつ大地自身のバレエの上手さで、よく彼女の息子に間違えられる。
第2部では、身長180cmの正統派王子様系の青年に成長。ローザンヌ国際バレエコンクールでスカラシップを受賞し、ロイヤル・バレエ学校へ留学中。ローザンヌ決選の日突然会場のボーリュー劇場に現れる。
池永 拓人
本部の生徒。詩織の息子で活発だが少し乱暴な少年。母親への反発からか、六花の通うS中の近くにある叔父の家に入り浸り、母親には内緒でブレイクダンスに熱中。気が向いた時だけバレエをやっていたが、鳥山に「ヘッドスピンやらせるから」と無理矢理「くるみ割り人形」の公演に引っ張り出される。レッスン場の重い空気に耐えかねて逃げ出そうとするなど見かけによらず気弱なところも。だが雨宮駿の踊りに触発されて以来真剣にバレエに取り組むようになる。六花のS中学入試当日に偶然道案内をしたり、彼のストリートパフォーマンスがダンス部の振付に悩む六花にインスピレーションを与えたりと、何かと六花に縁がある。実際六花に淡い恋心を抱いているようだが、素直になれず、当の六花にも今のところ恋愛対象にはされていないようだ。大地とは友達ではあるが、いつも大地が母の息子に間違われ、母も実子の自分より大地に目をかけ、また六花も大地に憧れている等、色々あって複雑な感情も抱いているようだ。
第2部では、身長173cmの野性味ある青年に成長して登場。プレッシャーを感じたくないからと鳥山や母・詩織には内密で、六花と同じくユースアメリカグランプリ(YAGP)日本予選に挑戦。入賞はならなかったがサマー・ワークショップ（夏季短期留学）参加権を獲得するなど、大地の背中を追うだけではなくなりつつある。彼なりの眼力で貝塚のトップになるのは（水樹や茜を差し置いて）六花だと見通している。
藤田 黄菜
名前しか登場していない生徒。六花と同い年で、同じ日に本部に通うようになった。初日は練習途中で棒立ちになっていたようだが、千花がクララ役になった舞台では端役で出演した。千恵子はその理由を、彼女が六花より上手いからではなく、大企業を経営する彼女の実家が貝塚バレエ団の大事なパトロンだからと考えているが、娘たちにはそのことを伝えていない。
野上 水樹
本部No.1の生徒。千花とダブルキャストでクララ役を務めた。長身で雰囲気もあり、これからのバレリーナに求められる資質を完璧に備えた逸材。ローザンヌ国際バレエコンクールでスカラシップを獲り、モナコに留学中。名前のモデルは上野水香。
雨宮 駿
ニューヨーク・シティ・バレエ団（NYCB）の男性若手No.1で、プリンシパルの座も間近のソリスト。15歳でアメリカ留学するまで貝塚のボーイズ・クラスにいた。金子曰く「（愛すべき）悪童」。文字通りの「天才」だが、それ故の奔放な言動でしばしばトラブルを起こし、周囲を振り回す。六花を元気付けたり、拓人が真剣に踊るきっかけを作ったりと現役の貝塚生徒たちにも大きな影響を与えている。高度な演技力を要求される役に本格的に取り組んだ経験はまだなく、次の貝塚バレエ団本公演で『ジゼル』のアルブレヒト王子役を演じるのが今の課題。
草間
貝塚のプリマ。『くるみ割り人形』公演では金平糖の精を演じ、勝手に大技を取り入れる茜に対して「たとえ一回転でも、誰よりも優雅に回ってみせる」とプリマの意地を吐露。それを舞台袖で聞いていた六花は、彼女の考え方に影響を受け、茜や千花と比較したりお守りやジンクスに頼っていた自分を改め、「周囲が何であっても自分のベストを尽くす」という考え方をするようになった。

### 須藤家
須藤 空美
六花の小学校に来た転校生の少女。女子には見えない醜貌と貧しさゆえのみすぼらしさ、誰とも馴染もうとしない性格からいじめに遭う。往年の天才バレリーナだった伯母の美智子に幼少時から師事しているが、その事は決して人に言ってはならないと母に言われ、空美は理由は知らぬままそれを固く守っている。千花同様二重関節で、完璧なワガノワ・メソッドを仕込まれた卓越した実力の持ち主だが、美智子から日頃から厳しい指導を受けているので、自分ではそれほど上手いと思っていない。父親が酒乱かつ無職で自己破産したため家は非常に貧しく、母親の育児放棄と父親の身体的虐待を受けていた。しかも生活保護が打ち切られ、生活費のために母親に児童ポルノのモデルをやらされていた。レッスンの場をも失い、篠原バレエ研究所で特別に無料で何度かレッスンを受けた。コンクールでは美智子の指示で性別を偽って『ブルーバード』の男性ヴァリエーションを踊り優勝候補だったが、千恵子達に見つかったため逃げ出し棄権。その後、夜逃げ同然に県外に引っ越したようだが転校の手続きも取られず、結局消息は不明。
須藤 美智子
空美の伯母。艶子の師匠で義姉。もとは資産家の娘で、以前はかなり有名な美貌のバレリーナであり、貝塚に言わせれば「早すぎた天才」だった。10代で日本国外に出、海外のバレエ団に所属していたこともあるようだが、その経緯では恩師との恋愛沙汰も問題視されたらしい。1ドル360円の時代に実家からの仕送りで優雅な生活をしていたという。が、海外で怪我をして戻って来たという噂で、実際足が悪く傷跡も残っており、今は移動するときには杖か車椅子が手放せない。いずれも諸事情は不明。旧自邸のレッスン場を差し押さえられてからは特に常軌を逸した言動が目立つようになり、軽い認知症も始まっているようだが、バレエの事となると正気を取り戻す。
須藤 艶子
空美の母親。美智子の最後の内弟子で義妹。空美同様に技術は確かだが、その容姿から、美智子に「空美はコールド止まりのあんたにそっくり、プリマになんかなれやしない」と言われている。普段は英一の暴力や美智子の我侭に翻弄されどれだけ罵られても言いなりで、空美にだけは愚痴をこぼしている。空美に児童ポルノの被写体をさせるため、よく学校を休ませており、現場では空美が必要以上に辱められないよう見張りながら、高額のギャラを提示されると心をぐらつかせている。
須藤 英一
空美の父親。美智子の弟で、彼女のきょうだいの中では長男。美智子に言わせれば「私も英一もきれいよ」とのことだが、彼の容貌は決して良いとは言えない。劇中に登場する須藤家の人間で唯一太っており、常に酔っ払っている。空美や艶子に暴力を振るう一方、美智子の前では紳士然とした態度をとり、そのストレスを忘れるためと称してまた酒に溺れ、金がなくなると暴力を振るうという悪循環を辿っている。亭主関白を気取ってはいるが、実際には空美の過酷な仕事を直視する勇気すら持ち合わせていない。

### 六花の学校関係
坂口 椿
六花のS中での親友。受験の際、六花に鉛筆を貸したことで親しくなる。太めで地味な容姿。自分の名（椿）を嫌い、六花たち友人には苗字で呼ばせている。本人は乗り気でないが民謡歌手である祖母のレッスンを受けているため、声質・声量ともに申し分ない美声の持ち主で、1年生で強豪の合唱部のレギュラーになりソロを任されるほど。かつて本人が自分の資質・容姿も省みずアイドル志望などと言っていたためいじめに遭ったが、自分を知る人のいない私立S中に合格して人生をリセット、今はそのトラウマを感じさせないよう明るく振る舞っている。恋の悩みの誤解で六花と絶交状態になったこともあったが、弱気な六花をいつも励ましてくれる、優しい友人となる。また本格的に声楽の道を目指すべく猛勉強を始める。
坂口の祖母
著名な民謡歌手で、かつてはTV出演したりCDも出していて、今も民謡教室を開き多くのお弟子さんもいる。坂口は自分にも民謡を強要する厳格な祖母を「クソババア」呼ばわりもするが、心底嫌っているわけでは無さそう。六花も「民謡っていい」と感じ、また坂口を介して聞く彼女のポジティブ思考に励まされ、直接会ったのは（作中で確認できる限り）一度だけながらすっかり坂口の祖母のファンに。それを聞いた坂口の祖母も気を良くしたらしく、何かと六花を気にかけてくれるようになる。
六花の小学校時代の担任
空美に対するいじめを見て見ぬふりでやり過ごし、六花の反感を買う。
あゆみ
六花の小学校時代の同級生。S中に一緒に進学し、隣のクラスになる（入学式当日まで互いに知らなかった）。
S中ダンス部
六花が振付けに興味を持つ最初のきっかけとなった場所。
現顧問の小泉はダンスに関してはド素人の新米体育教師で、曲のイメージとちぐはぐな踊りしか浮かばず、六花に振り付けを依頼した。
前顧問の竹内はバレエを全否定する時代錯誤者。ダンス部が無くなればいいとさえ思っている。
かろうじて部長の本間はかつてバレエを習っていたが、それは「モダン」とは名ばかりのデタラメバレエで、「クラシックの先生」に自分の踊りを全否定されて傷つき、そのままバレエを止めた過去を持つ。そのため当初は六花に対して冷淡だったが、のちに六花にこのコンプレックスを告白したのを契機に打ち解ける。
一般の新入部員は踊りの基礎すら無いが、六花がポップにアレンジされたクラシックで踊ることを提案したことでようやくやる気を見せる。
現実の日本のバレエ・ダンス界の貧相さを反映したかのような世界。
S中合唱部
坂口が所属する部活。全国大会優勝経験もある強豪。
副部長の城戸はハンサムで優しく、歌も上手い。城戸に憧れた坂口は六花に仲介を頼むが、彼は六花が好きだと逆告白。これが原因で誤解が生じ、図らずも坂口と六花の一時的絶交の原因となった。
いつも城戸と一緒に行動している部長の山本は地味で太め。坂口を好いているが、最初は坂口からは「あのシモブクレ!」と相手にされず、「部長さんいい人だよね」と言う六花と坂口の誤解を余計に深めてしまう。が、いつの間にか坂口といい雰囲気になり、本格的に声楽の勉強を始めた彼女にアドバイスもしている。

### 千花の学校関係
高森 真由子
千花が通っていたF中の生徒。中1・中2と千花と同じクラスだった。初期から登場しているが、名前が判明したのは終盤。
千花の弔問など教師の前でこそ「眼鏡をかけた地味な容貌の真面目な生徒」として振る舞っているが、教師の目の届かない場所では派手な服装と攻撃的な性格に豹変する。少なくともF中生徒の間では、学校内外での彼女の豹変っぷりは周知の事実。
本人も小学校の頃はバレエを習っており、辞めた理由は定かではないが、千花のバレエの実力を知ると態度を一変させ千花をいじめるようになる。中1の夏のコンクール会場にケバケバしい身なりで現れて以来、何度か姿を見せては人目を盗んで千花に差別的な暴言を吐いたり、インターネットの掲示板に名指しかつ内情を暴いて批判的な書き込みをしたりして追い詰めた。
大村
千花の中1・中2の時の担任。現代に多々見られる教師像を反映したかのような中年男。千花には陰で「キモい」と評されている。千花を贔屓し、高森との確執の一因を作った上、千花の自殺の背景に高森からの攻撃があったことすら気付いていなかった。

### 医療関係者
F医師
A大学病院の医師。スポーツ医学の権威で、特にバレエの怪我の治療では第一人者。当然バレエダンサーの身体問題にも詳しく、篠原家からの信頼も厚かった。が、千花が最初に怪我をした時は学会のため不在で、これがのちの悲劇の遠因に。弟子が安易に行った最初の手術がそもそも間違いだった事を隠蔽。2度目の手術の前にも、靭帯移植手術が必要になる可能性を説明しなかった。そのために篠原家からの信頼を失い、千花の転院と永いリハビリ生活のきっかけとなる。
弟子
F医師の弟子で、千花の最初の手術の執刀医。千花がプロを目指すバレリーナであることも確認しないばかりか、「バレエ」と「バレーボール」を勘違いし、本来切ってはいけない靭帯を切ってしまったために、悲劇の連鎖が始まった。
リハビリトレーナー（二人目）
千花の膝のリハビリ担当者。「サイクロプスシンドローム」に気がついた（金子や五嶋も千花の術後の膝の異常には気付いていたが、医療事故の所為だとは思わなかった）。

### ローザンヌコンクール出場者・関係者
倉元 双葉
日本国内ではほとんど全てのコンクールのジュニアの部で1位を取り、全国制覇の天才少女といわれていた。日本からのローザンヌ参加者の中では最年少。指導者でもある母親がいつもくっついている。クラシックでは相当な技術を持つも他人を押しのけてまで目立とうとする態度には好感が持てず、コンテンポラリーは全く無能で型通りに踊るだけ、しかも摂食障害を抱えコンクール中に何度も貧血で倒れ、準決選を踊ることすらなく棄権。
舞
ローザンヌ参加者。まだ中学生のようだが強気でハッキリした性格。最初は何かと優しく接してくる六花に反発していたが、幼い頃バレエ教室で抜擢されて以来周囲の冷たい視線に耐えてきた彼女にとっては六花の優しさが救いとなり、逆に体調の悪い六花を気遣ってくれたりと、コンクールが終わる頃にはすっかり親しくなる。
ローラ・チャン
ローザンヌ参加者。エントリーナンバー26。アメリカ国籍で、中国系アメリカ人かと思われる、長身で（六花曰く）「オリエンタル・ビューティ」の、16歳6ヶ月で六花と同じクラスの少女。参加者の中でもずば抜けた実力を持つ。彼女の踊り方や立ち居振る舞いを見た六花は、容貌は似ても似つかないのに何故かある人物と同一人物ではないかという疑念を持つ。
建人・ブレダン
ローザンヌ参加者。アメリカ人の父・日本人の母を持つダブルの少年。数ヶ月だが六花より年下。（二重国籍者なので）参加者枠の厳しい日本国籍ではなくUSA国籍で応募。見た目はアメリカ人だが、日本育ちで流暢な日本語を話す。六花を始め、他の出場者ともすぐ親しくなる。クラシックは勿論特にコンテンポラリーで卓越した実力を見せる。
宇野　都
ローザンヌ参加者。17・18歳のクラスではやや小柄ながらも優秀なダンサー。日本人参加者の中で（六花以外では）唯一コンテンポラリーをも得意としていたため、日本人でただ一人準決選を通過、プロ研修生賞を獲得。
J・N氏
　この年のローザンヌ・コンクールの審査委員長。現在のバレエ界を代表するコリオグラファーにしてコンテンポラリーバレエ振付の第一人者。六花の才能に魅了され特別に「振付奨励賞」を授与した上、六花を他のバレエ学校に取られないよう彼女のオファー・カードを隠したり、ローザンヌ・ルードラ・バレエ学校のボジョリー氏（＝かつて六花に留学を打診してきた人物）と取り合いまでして六花を自らのバレエ学校に奨学生として迎え入れる。
人物モデルは実在のコリオグラファー、ジョン・ノイマイヤーだと推定される。